# Центральний банк Об'єднаних Арабських Еміратів
Центральний банк Об'єднаних Арабських Еміратів (араб. مصرف الإمارات العربية المتحدة المركز, англ. Central Bank of the United Arab Emirates) — центральний банк Об'єднаних Арабських Еміратів, очолює банківську систему ОАЕ.

## Історія
До 1959 року грошовою одиницею князівств була індійська рупія, емісію якої виробляв Резервний банк Індії. У 1959 році Резервний банк Індії випустив для князівств спеціальну грошову одиницю — рупію Перської затоки, яка замінила індійську рупію. Рупія Перської затоки була прирівняна до індійської рупії. Після девальвації у червні 1966 року індійської рупії і девальвації рупії Перської затоки, що послідувала за нею, на 36,5 %, князівства відмовилися від цієї валюти. Проте у виборі грошової одиниці вони не прийшли до згоди: у червні 1966 року Абу-Дабі ввів бахрейнський динар, останні — саудівський ріал. У вересні 1968 року замість саудівського ріала був введений ріал Катара і Дубай, що випускався Валютною радою Катара і Дубай.
Після утворення ОАЕ 19 травня 1973 року Законом № 2 створена Валютна рада ОАЕ (UAE Currency Board), що отримала право емісії єдиної валюти князівств — дирхама ОАЕ. 10 грудня 1980 року був ухвалений Закон № 10 про перетворення Валютної ради ОАЕ в Центральний банк ОАЕ.

## Функції і повноваження
Відповідно до Статті 5 Закону № 10, Центральний банк ОАЕ «направляє грошову, кредитну і банківську політику і контролює їх здійснення відповідно до загальної політики держави так, щоб підтримувати розвиток національної економіки і стабільність валюти». Для досягнення своїх цілей Закон № 10 надає Центральному банку ОАЕ наступні повноваження і покладає на нього наступні обов'язки:
- емісія національної валюти;
- підтримка стабільності валюти всередині країни та за її межами;
- забезпечення її вільної конвертації в іноземні валюти;
- проведення кредитної політики, що сприяє збалансованому зростанню національної економіки;
- організація банківської діяльності та контроль за ефективністю банківської системи ОАЕ;
- виконання функцій банку уряду країни у встановлених законодавством межах;
- консультування уряду з фінансових і монетарних питань;
- підтримка золотого запасу країни та резервів іноземних валют;
- функціонування банку, як головного в країні;
- представлення фінансових інтересів держави в Міжнародному валютному фонді, Міжнародному банку реконструкції і розвитку та інших міжнародних і арабських фондах та установах, а також здійснення операцій держави зі вказаними організаціями.